# Кардеду
Кардеду (итал. Cardedu) — коммуна в Италии, располагается в регионе Сардиния, в провинции Нуоро.
Население составляет 1 962 человек (30-06-2019), плотность населения составляет 58,76 чел./км². Занимает площадь 33,39 км². Почтовый индекс — 08040. Телефонный код — 0782.
Покровителем коммуны почитается святой апостол Павел, празднование 29 июня.

## Демография
Динамика населения:

## Администрация коммуны
- Официальный сайт: http://www.comunedicardedu.it/

## Примечание
1. ↑  Statistiche demografiche ISTAT. demo.istat.it. Дата обращения: 23 ноября 2019. Архивировано из оригинала 24 июля 2019 года.